# Barra do Bugres (kommun)
Barra do Bugres är en kommun i Brasilien.   Den ligger i delstaten Mato Grosso, i den centrala delen av landet, 1 000 km väster om huvudstaden Brasília. Antalet invånare är 31 058.
Följande samhällen finns i Barra do Bugres:
- Barra do Bugres

Omgivningarna runt Barra do Bugres är huvudsakligen savann. Runt Barra do Bugres är det mycket glesbefolkat, med 6 invånare per kvadratkilometer.